# Armand Berton (homme politique)
Pour les articles homonymes, voir Armand Berton et Berton.
Armand Berton, né le 12 mars 1859 à Genté (Charente) et mort le 4 mars 1916 à Crozant (Creuse), est un homme politique français.

## Biographie
D'abord avoué, il s'installe ensuite comme agriculteur à Crozant. Militant radical, il dirige le journal La Creuse radicale. Il est maire de Crozant et conseiller d'arrondissement. Il est député de la Creuse de 1898 à 1902, inscrit au groupe radical-socialiste. Battu en 1902, il devient président du tribunal de première instance du Vigan, puis de Tournon et d'Ancenis.

## Sources
- « Armand Berton (homme politique) », dans le Dictionnaire des parlementaires français (1889-1940), sous la direction de Jean Jolly, PUF, 1960 [détail de l’édition]